# 吉斯爾舒古爾

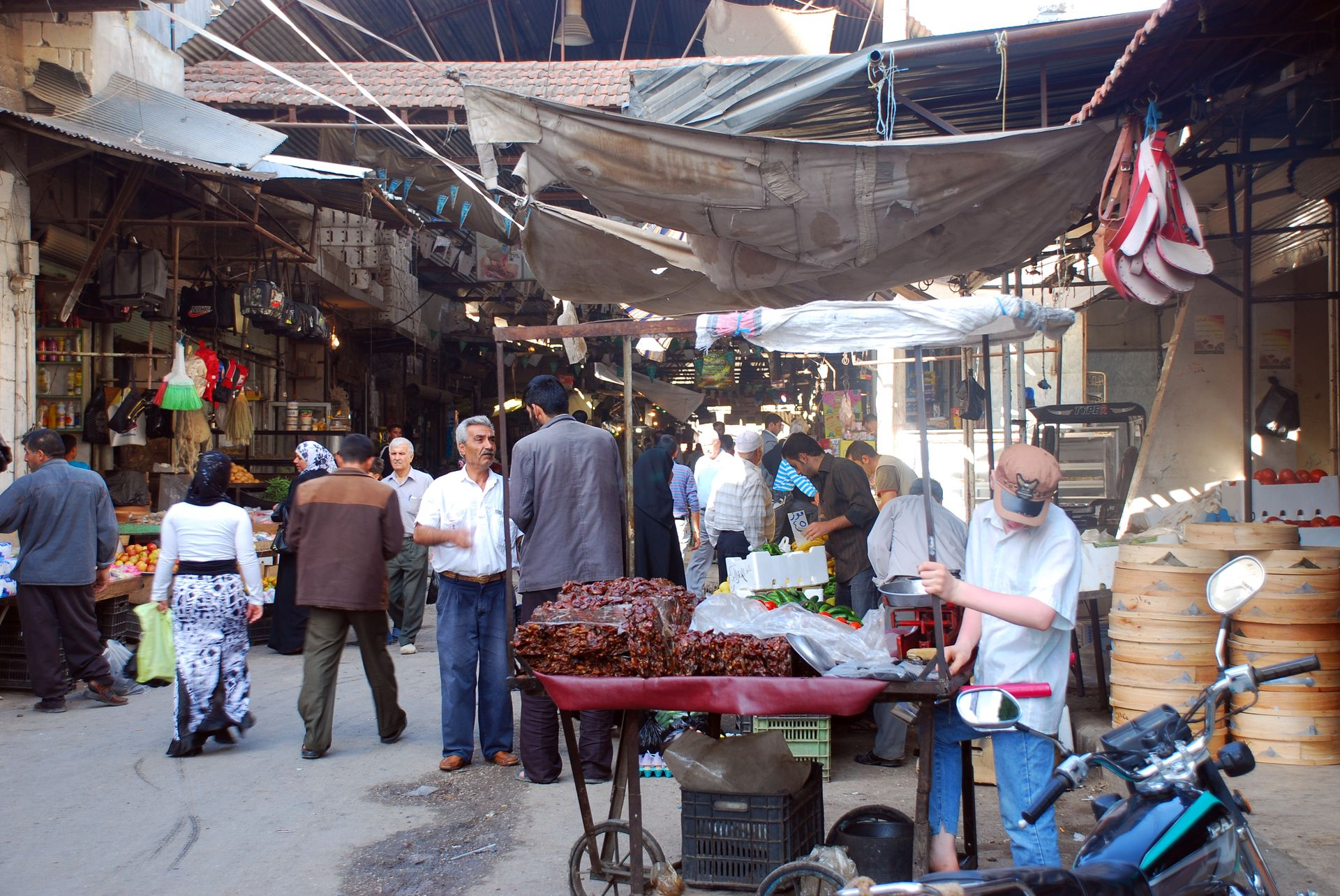

吉斯爾舒古爾是敘利亞的城鎮，由伊德利卜省負責管轄，位於該國西北部奧龍特斯河畔，距離拉塔基亞75公里，海拔高度170米，2010年人口44,322。